# Hit Mania Champions 2017
Hit Mania Champions 2017 è una compilation di artisti vari facente parte della serie Hit Mania e pubblicata il 10 marzo 2017.
È stata pubblicata sia in versione singola (2 CD + rivista), sia in versione cofanetto (4 CD + rivista) dove oltre "Hit Mania Champions 2017" e "Hit Mania Champions 2017 Club Version" troverete anche il CD3: "DEEP HOUSE PARTY Champions 2017" e il CD4: "EDM Electronic Dance Music #2".
La compilation è stata mixata dal DJ Mauro Miclini
La copertina è stata curata e progettata da Gorial.

## Tracce CD1
1. Sean Paul – No Lie (feat. Dua Lipa) – 3:19
2. Maroon 5 – Don't Wanna Know – 3:40
3. Alessia Cara – Scars to Your Beautiful – 2:57
4. Nathan Goshen – Thinking About It (Let It Go) – 3:04
5. LP – Other People (Rivaz Rmx) – 3:59
6. TW3LV – Sunset Skies – 3:23
7. Somewhere Anywhere – A Short Love Story (feat. Claude Eman) – 3:06
8. Alan Walker – Alone – 2:30
9. Dress Code – Shape of You – 3:08
10. Martin Solveig – Places (feat. Ina Wroldsen) – 3:09
11. Ofenbach – Be Mine – 2:38
12. Hybrid – All Night – 2:37
13. Ben DJ – Thinkin' Bout You – 2:23
14. Fabio Rovazzi – Tutto molto interessante – 2:53
15. Serebro – My Money – 3:10
16. Naxos – Fly Away – 3:46
17. Jungle Kid – Time – 3:07
18. Steven May & Rohand – I Know You Like That – 3:30
19. Mihai Mihai – In Paradise – 3:04
20. Burani & Busilacchi – Maybe – 2:46
21. Aisha – I Feel – 3:23
22. Laurétte – I'm Serious – 3:25
23. The Fuse – Stupid (feat. Rose) – 3:01
24. Ex-Otago – Gli occhi della Luna (feat. Jake La Furia) – 3:37

Durata totale: 75:35

## Tracce CD2
1. Zeroone – This Moment Is Ours
2. Carrie White feat. Marcy Zullo – Away To Away
3. The Houser – Noise
4. DJ Simon Weeks Feat Roland Richards – Go For It (HM Version)
5. DJ Jay – Are You Ready For This
6. DJ Mirko B. Feat Bubble Boy – So Beaufiful (HM Version)
7. Lil'Lee – Rumba Samba
8. Enzo Saccone & Mr. Diddy – Start Living
9. Anjelica And Klab – Feeling On My Side
10. Fuzzy Red feat. Miss Jones – I'm With You
11. Max Fortuna feat. Carlotta – Heart And Soul
12. Deepop feat. Xent – Back To Me
13. 1980's feat. Gaja – Falling Down
14. Marya – Sweet Love
15. PS Project vs Cicco DJ feat. Flo P. – Sound Of Love
16. Cristian Gheri & Stefano Seppia – Lose Control
17. Mystic B. – Undiconditional Love
18. Biagio Lisanti & DJ Maraach feat. Martina Dogà – Night Of Fire
19. Lex & Adriano – Fearless
20. Baldazar – Feeling Something
21. Nashback vs Tom Davidson feat. Medy – I Want You Girl
22. DJ Sanny J feat. Viktor – Don't Wake Me Up
23. Dainpeace – I Like My Beat

## Classifica
| Classifica | Posizione raggiunta |
| ---------- | ------------------- |
| Italia     | 3                   |